# Château de Wentworth
Le château de Wentworth est une maison de campagne classée au grade I, l'ancien siège des comtes de Strafford, à Stainborough, près de Barnsley dans le Yorkshire du Sud, en Angleterre. Il abrite maintenant le Northern College for Residential and Community Education.
Une maison plus ancienne existe sur le domaine, alors appelée Stainborough, lorsqu'elle est achetée par Thomas Wentworth, baron Raby (plus tard comte de Strafford), en 1708. Elle s'appelle encore Stainborough dans la vue à vol d'oiseau gravée de Johannes Kip sur les parterres et les avenues, 1714, et dans la première édition de Vitruvius Britannicus, 1715. Le nom est changé en 1731. Le nom d'origine survit sous la forme du château de Stainborough, une fausse ruine construite comme une folie de jardin sur le domaine.
Le domaine est sous la garde du Wentworth Castle Heritage Trust de 2001 à juin 2019 et est ouvert au public toute l'année.

## Histoire
La maison d'origine, connue sous le nom de maison Cutler, est construite pour Sir Gervase Cutler (né en 1640) en 1670. Sir Gervase vend ensuite le domaine à Thomas Wentworth, plus tard le 1er comte de Strafford. La maison est remodelée en deux grandes campagnes, par deux comtes, dans des styles remarquablement différents, chaque fois dans des circonstances inhabituelles.

## Première campagne de construction

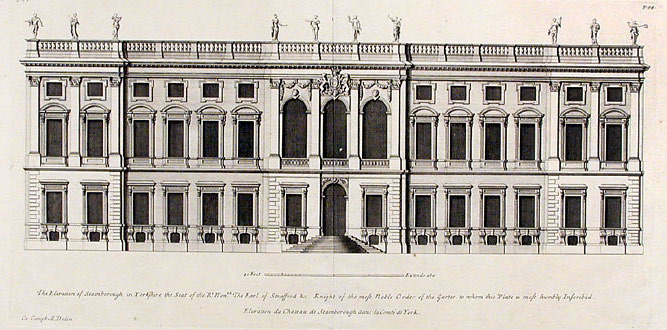
Façade est de Stainborough (château de Wentworth) à Vitruve Britannicus I (1715)

La première campagne de construction pour améliorer la structure d'origine est lancée c. 1711 par Thomas Wentworth (1er comte de Strafford) (1672–1739). Il est le petit-fils de Sir William Wentworth, père de Thomas Wentworth, le 1er comte, déclaré hors la loi. Raby est lui-même créé 1er comte de Strafford (deuxième création) en 1711.
Le domaine de Wentworth Woodhouse, qu'il croit lui revenir par son droit d'aînesse, est à peine distant de six miles et est une piqûre amère constante, car la fortune des Strafford est passée de William Wentworth (2e comte de Strafford), le fils sans enfant du grand comte, au neveu de la femme, Thomas Watson-Wentworth. Seule la baronnie de Raby est passée à ses descendants. M.J. Charlesworth suppose que c'est le sentiment que ce qui aurait dû lui appartenir de droit a motivé l'achat par Wentworth du château de Stainborough à proximité et que ses efforts pour surpasser les Watson à Wentworth Woodhouse en splendeur et en goût ont motivé l'homme que Jonathan Swift a qualifié de "fier comme l'enfer"".
Wentworth est un militaire au service de Guillaume III, qui le nomme colonel de dragons. Il est envoyé par la reine Anne comme ambassadeur en Prusse en 1705-1711 et à son retour en Grande-Bretagne, le comté est relancé lorsqu'il est créé vicomte Wentworth et comte de Strafford dans la pairie de Grande-Bretagne. Il est alors envoyé comme représentant dans les négociations qui aboutissent au traité d'Utrecht, et est traduit devant une commission du Parlement dans la foulée. Avec la mort de la reine Anne, lui et les conservateurs sont écartés du pouvoir. Wentworth, représentant une vieille famille clanique du Yorkshire, a besoin d'une grande maison en harmonie avec les fortunes ravivées de Wentworth. Il passe ses années de retraite à la compléter et à enrichir son paysage.
Il prend un congé pour conclure l'achat de Stainborough à l'été 1708, et revient à Berlin, armé de spécifications suffisantes du site pour engager les services d'un architecte militaire qui a passé quelques années récemment en Angleterre, Johann von Bodt, qui fournit les plans. Wentworth est en Italie en 1709, achetant des peintures pour la future maison. Pour les exposer, une grande galerie serait nécessaire, pour laquelle James Gibbs fournit les plans, car un contrat de lambris "tel que conçu par M. Gibbs" subsiste parmi les papiers Wentworth de la British Library (Add MS 22329, folio 128). La galerie est achevée en 1724. Il existe des dessins, probablement de Bodt, pour une élévation et une section montrant la galerie du château de Wentworth au Victoria and Albert Museum (E.307–1937), dans un album de dessins mixtes ayant appartenu au fils de William Talman, John. La galerie s'étend sur 180 pieds, 24 pieds de large et 30 de haut, tamisée en trois divisions par des colonnes corinthiennes en marbre veiné avec des chapiteaux dorés, et avec des pilastres correspondants contre des piliers en saillie : dans les espaces intermédiaires quatre copies en marbre de sculptures romaines sur bloc les plinthes subsistent jusqu'au XXe siècle. La construction est suffisamment avancée en mars-avril 1714 pour que la correspondance survivante entre Strafford et William Thornton traite de la disposition des vitres dans les châssis des fenêtres. Les résultats, dirigés en grande partie par lettre à distance sont uniques en Grande-Bretagne. Nikolaus Pevsner trouve la gamme est "d'une splendeur palatiale rare en Angleterre. La grande suite de salles de parade au rez-de-chaussée s'étend de la salle à l'extrémité nord avec une allégorie au plafond de Plenty à l'extrémité sud, avec celle d'un Fame.
L'utilisation par Bodt d'un ordre géant de pilastres sur le devant et d'autres caractéristiques suggère à John Harris que Bodt, qui a été en Angleterre dans les années 1690, et a eu accès à des dessins de William Talman. Talman est l'architecte de Chatsworth House, considérée comme la première maison véritablement baroque d'Angleterre. En effet, il existe des similitudes de conception entre la façade est de Wentworth et Chatsworth. Les deux ont une façade baroque continentale distincte. Wentworth est décrit comme "un exemple remarquable et presque unique de l'architecture franco-prussienne dans l'Angleterre géorgienne". La façade est est construite sur une terrasse surélevée qui descend vers des rampes de gravier qui flanquent une grotte et s'étend dans une vue axiale encadrée par des doubles allées d'arbres jusqu'à une porte en fer forgé. Une gravure de Thomas Badeslade d'environ 1750 montre encore les traits formels centrés sur la façade de Bodt, enfermés dans des allées de gravier assez larges pour un carrosse. Les plantations régulières d'arbres plantés à la manière des bosquets ont mûri : leurs arêtes sont taillées, et des rides rectilignes les transpercent. Tout cela est balayé par le deuxième comte après le milieu du siècle, au profit d'un paysage "naturaliste" ouvert et vallonné à la manière de Capability Brown.

## Jardin du premier comte

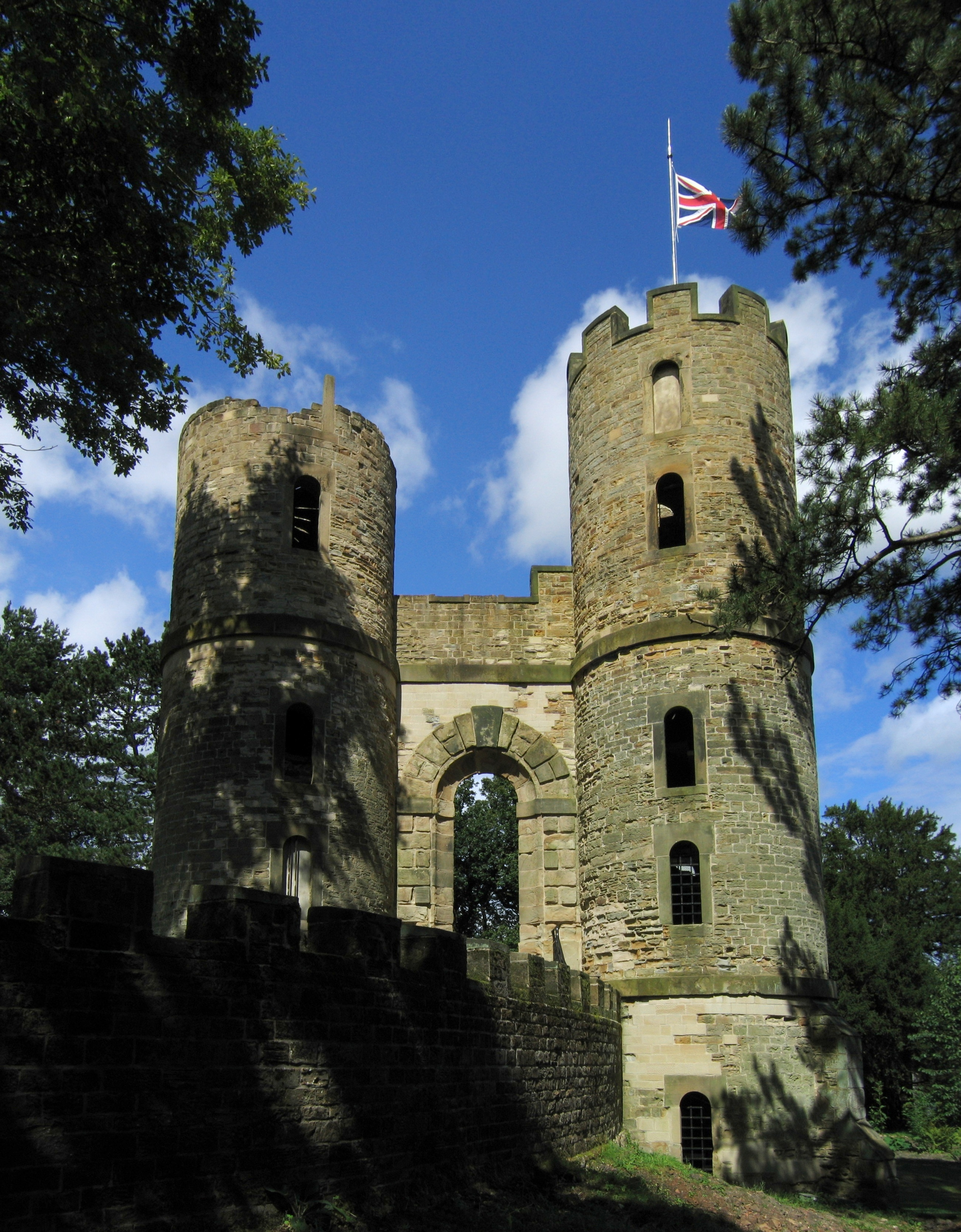
"Château de Stainborough", un des premiers exemples (terminé en 1730) d'une fausse ruine comme accroche-regard dans le paysage ; deux des quatre tours subsistent.

Thomas Wentworth (1er comte de Strafford) plante des avenues d'arbres en grande quantité dans cette campagne ouverte, et construit le faux château (construit à partir de 1726 et inscrit "Reconstruit en 1730", maintenant plus en ruine qu'il ne l'était au début) qu'il place au site le plus élevé, "comme un avenant du passé"  est le premier faux château dans un jardin paysager anglais. Pour sa cour centrale où les quatre tours d'origine portent le nom de ses quatre enfants, le comte commande sa statue-portrait en 1730 à Michael Rysbrack, que James Gibbs est le premier à employer lorsqu'il vient en Angleterre.
Tory dévoué, Lord Strafford reste dans l'obscurité politique pendant la suprématie Whig de Walpole, pour le reste de sa vie. Un obélisque est érigé à la mémoire de la reine Anne en 1734, et un salon de la maison est nommé "salon de la reine Anne" jusqu'aux temps modernes. D'autres éléments paysagers s'ajoutent les uns après les autres, si bien qu'il existe aujourd'hui vingt-six édifices classés dans ce qui reste du parc.

## Deuxième comte au château de Wentworth
Le premier comte meurt en 1739 et son fils lui succède. William Wentworth, 2e comte de Strafford a une entrée dans le dictionnaire biographique des architectes britanniques de Colvin en tant que concepteur de la belle gamme néo-palladienne, construite en 1759–64. Il épouse une fille du duc d'Argyll et passe un an sur le Grand Tour pour améliorer son goût et évite la vie politique. Au château de Wentworth, John Platt (1728–1810) travaille sur le site en tant que maître maçon ainsi que Charles Ross (–1770/75) pour rédiger les dessins finaux et comme «surintendant». Ross est un charpentier et menuisier de Londres qui a travaillé avec l'architecte palladien, Matthew Brettingham, à la maison londonienne de Strafford, 5, St James's Square, en 1748-1749. La compétence éprouvée de Ross à Londres à Londres l'a sans aucun doute recommandé au comte pour la campagne de construction dans le Yorkshire. Au château de Wentworth, il est généralement entendu, comme le remarque Lord Verulam en 1768, "" Lord Strafford lui-même est son propre architecte et inventeur en tout."  Même dans la maison de Londres, nous dit Walpole, "il a choisi lui-même tous les ornements".

## Histoire ultérieure

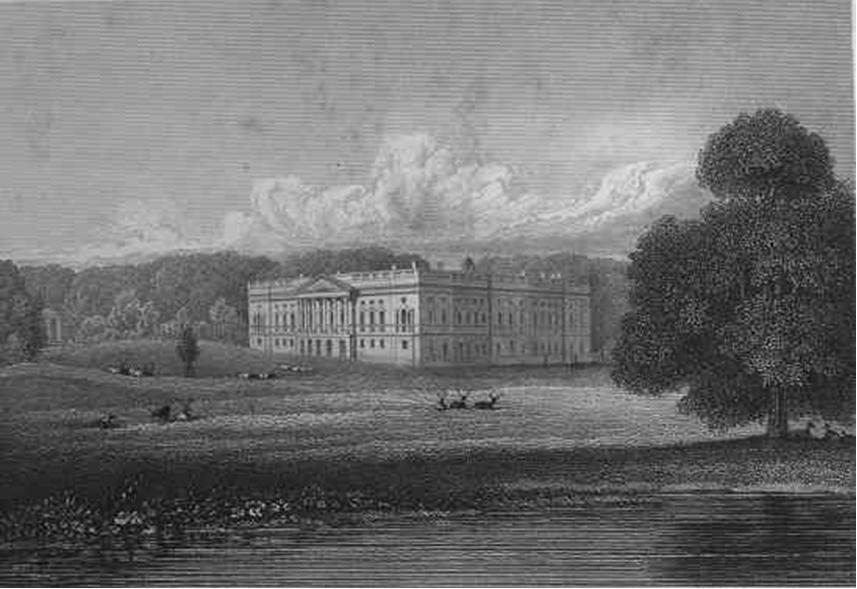
Gravure du château du début du XIXe siècle montrant les façades sud et est

Avec l'extinction du comté à la suite de la mort du troisième comte en 1799, les immenses domaines familiaux sont divisés en trois, un tiers revenant aux descendants de chaque fille du 1er comte. Le château de Wentworth est laissé en fiducie au petit-fils de Lady Henrietta Vernon, Frederick Vernon-Wentworth, (de Hilton Hall, Staffordshire) dont les tuteurs sont William Fitzwilliam (4e comte Fitzwilliam) et Walter Spencer Stanhope. Frederick Vernon ajoute Wentworth à son nom de famille et prend en charge le domaine en 1816. Entre 1820 et 1840, l'ancienne chapelle Saint-Jacques est remplacée par le bâtiment actuel et les fenêtres de l'aile baroque sont abaissées de part et d'autre du hall d'entrée. Frederick Vernon Wentworth fusionne également deux salles du rez-de-chaussée pour créer ce qui est maintenant la salle bleue. En juillet 1838, une tempête de grêle anormale endommage la coupole et les fenêtres de la maison ainsi que toutes les serres dans les jardins clos, mais cela est insignifiant par rapport à la catastrophe de Huskar Colliery à proximité où 26 enfants mineurs perdent la vie à cause des inondations, à la suite de la grêle.
En mai 1853, une tempête de neige anormale cause également de graves dommages, en particulier aux arbres matures des jardins, dont certaines étaient des espèces rares d'Amérique plantées par les premier et deuxième comtes. Frederick Vernon Wentworth est remplacé par son fils Thomas en 1885 qui ajoute le conservatoire à ossature de fer et l'éclairage électrique en mars de l'année suivante. L'aile victorienne date également de cette décennie et sa construction permet aux Vernon-Wentworth de recevoir le jeune duc de Clarence et son entourage durant les hivers 1887 et 1889. Le domaine passe au fils aîné de Thomas, le capitaine Bruce Vernon-Wentworth, député de Brighton, en 1902. Préférant ses domaines du Suffolk, le capitaine met en vente aux enchères le contenu le plus précieux de sa maison du château de Wentworth chez Christie's le 13 novembre 1919.
Bruce Vernon-Wentworth, qui n'a pas d'héritiers directs, vend la maison et ses jardins à Barnsley Corporation en 1948, tandis que le reste de ses domaines, dans le Yorkshire, le Suffolk et l'Écosse, est laissé à un cousin éloigné. Le contenu restant du château de Wentworth est vidé lors d'une vente de maison et la maison devient un collège de formation des enseignants, le Wentworth Castle College of Education, jusqu'en 1978. Il est ensuite utilisé par le Northern College. Il est présenté dans l'exposition "The Country House in Danger" du Victoria and Albert Museum. Le grand paysage dont Walpole fait l'éloge en 1780 est décrit en 1986 comme désormais "perturbé et ruineux" avec plusieurs structures classées inscrites au registre à risque par English Heritage. La sinueuse rivière du deuxième comte creusée dans les années 1730 est réduite à une série d'étangs limoneux.
Wentworth Castle Gardens, le seul parc classé Grade I du South Yorkshire, fait l'objet d'un investissement de 20 millions de livres sterling de 2002 à 2017. Le Wentworth Castle Heritage Trust est créé en 2002 en tant qu'organisme de bienfaisance dans le but "d'entreprendre un programme échelonné de travaux de restauration et de développement qui profitera au grand public en offrant un accès étendu au parc et aux jardins et au patrimoine bâti, en conservant ces d'importants atouts patrimoniaux pour les générations futures. » La restauration de la rotonde est achevée en 2010 et le parc redevient un parc aux cerfs.
Le domaine est entièrement ouvert aux visiteurs en 2007, après l'achèvement de la première phase de restauration, qui a coûté 15,2 £.millions. Une restauration supplémentaire est achevée en 2014. Le 8 juin 2019, les jardins et le parc, fermés en 2017, sont rouverts sous la garde et la gestion du National Trust.